# Castello di Buchlovice
Il castello di Buchlovice (in ceco Zámek Buchlovice, in tedesco Schloss Buchlau), noto anche come castello di Buchlau dal suo toponimo in tedesco, è un castello barocco, situato nell'omonima località nella Moravia sud-orientale. È uno dei migliori esempi di villa barocca italiana edificata in Repubblica Ceca e anche in tutta l'Europa centrale.

## Storia

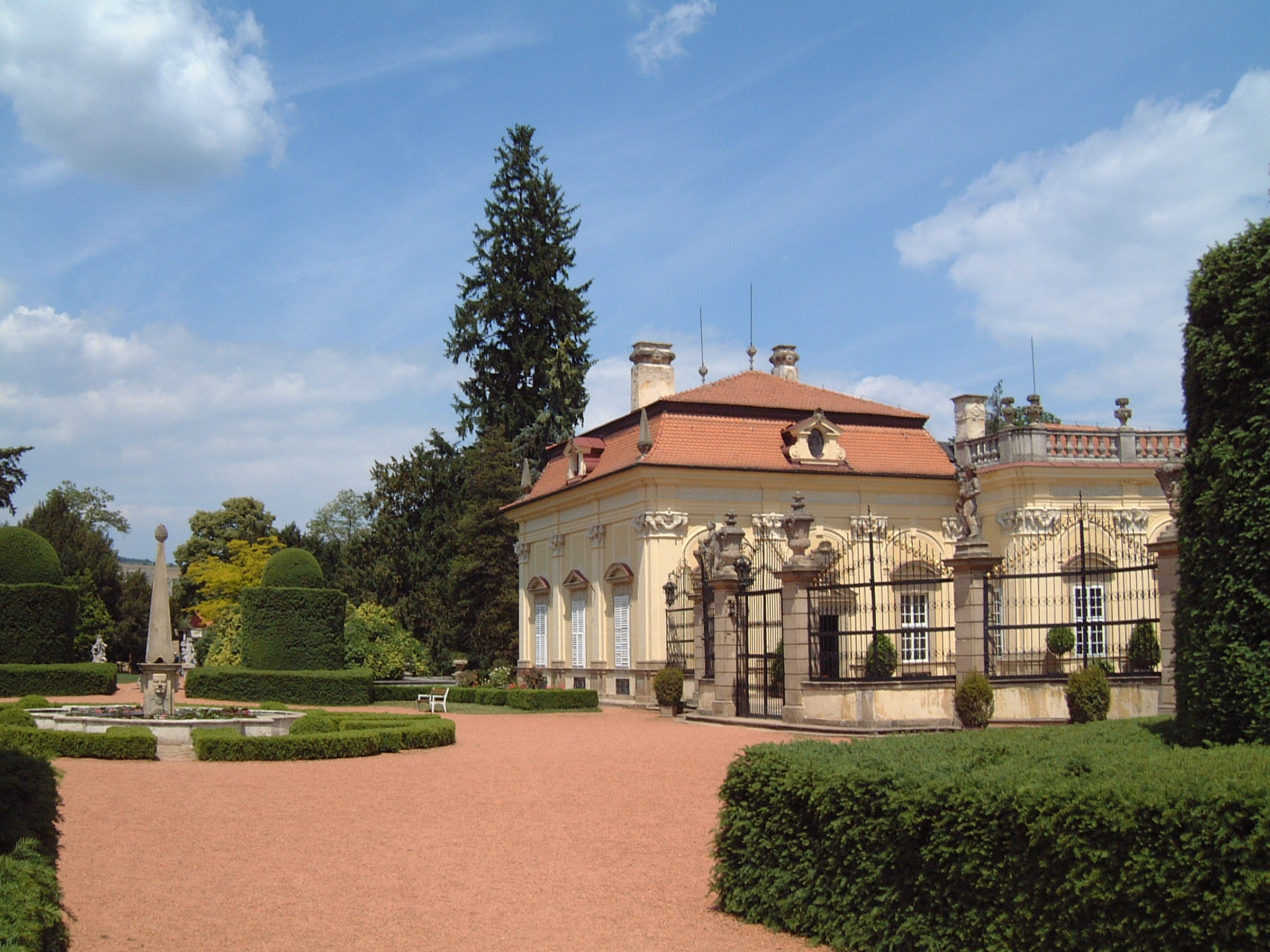
Una vista sul giardino del castello.

Le origini del castello risalgono al XVII secolo, quando il vicino castello di Buchlov divenne poco vivibile e confortevole per il signore locale, Jan Dětrích di Petřvald. Questi decise quindi di costruire una nuova residenza a poca distanza dalla fortezza medievale, all'interno dei possedimenti del casato, e affidò i lavori a Domenico Martinelli, che edificò una villa in stile barocco italiano.
Il complesso è costituito da due edifici. La dimora vera e propria (Dolní zámek, o "castello inferiore") e lo stabile di servizio (Horní zámek, o "castello superiore"), separate da un cortile in terra battuta e circondato da un giardino all'inglese di 18 ettari risalente alla prima metà del XIX secolo, ampliamento e trasformazione dell'originale giardino all'italiana ideato dal Martinelli. Le decorazioni interne del castello furono invece opera dello stuccatore Baldassarre Fontana, realizzate nel 1708.
Dopo l'estinzione del casato dei Petřvald il castello passò ai Berchtold che lo acquistarono nel 1763. Nel 1807 Leopold I Berchtold, all'epoca reputato come uno degli uomini più ricchi dell'impero austro-ungarico, vi fece allestire un ospedale e decorò le stalle con drappeggi. Nel 1908 Leopold Berchtold, pronipote del precedente e all'epoca ambasciatore austro-ungarico in Russia, vi ospitò un incontro tra il ministro degli esteri russo Izvol'skij e il suo omologo austro-ungarico von Aehrenthal, innescando la cosiddetta crisi bosniaca che portò all'annessione della Bosnia ed Erzegovina da parte dell'Austria-Ungheria ai danni dell'impero ottomano.
Nel corso degli anni la villa subì diverse modifiche fino all'aspetto attuale. L'ultimo restauro risale agli anni '20 del '900 ad opera di Dominik Feye. A partire dal 1945 il castello è aperto al pubblico.

## Galleria d'immagini

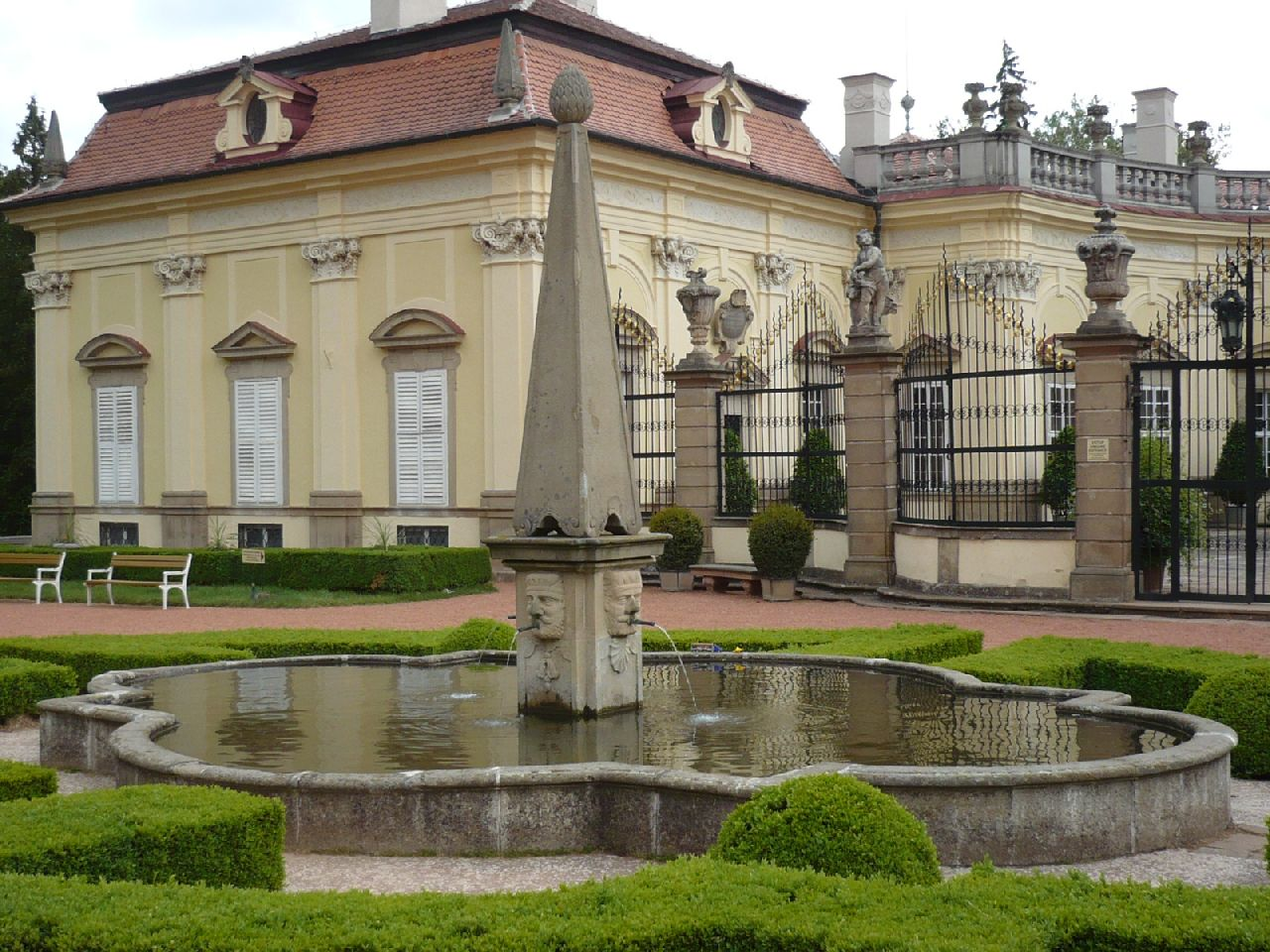
Una delle fontane del giardino.
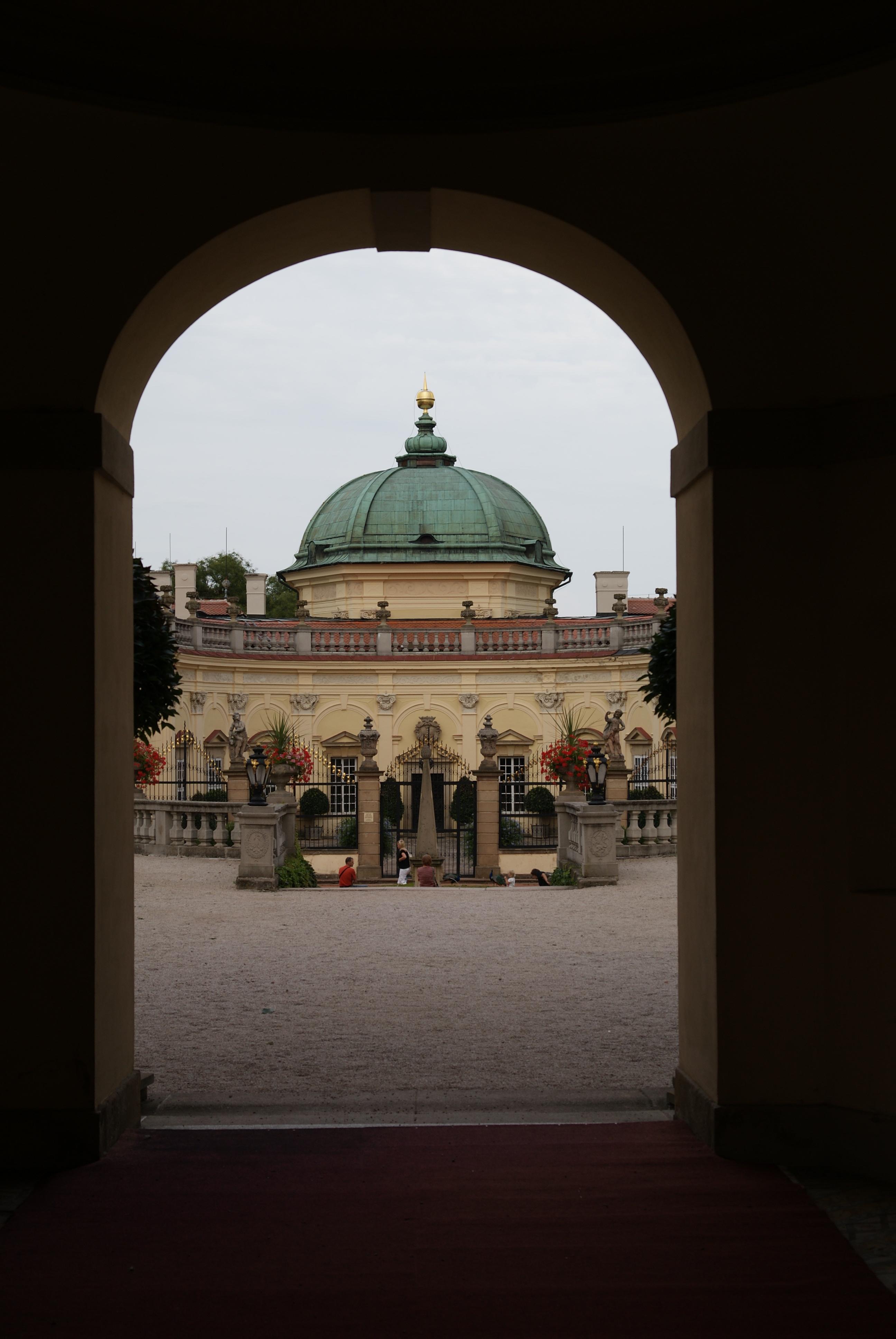
Una vista pittoresca dell'edificio principale.
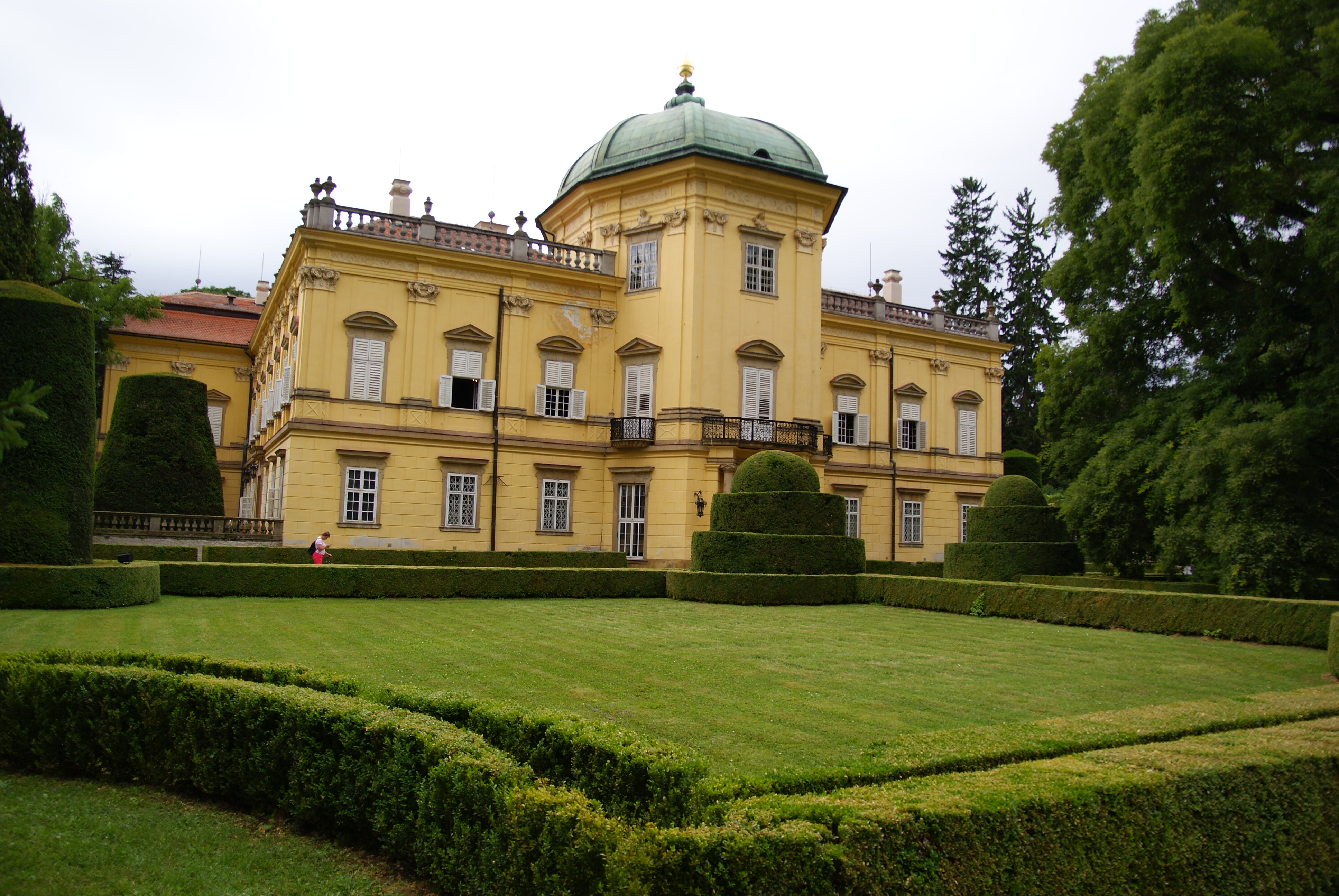
Uno scorcio del giardino.
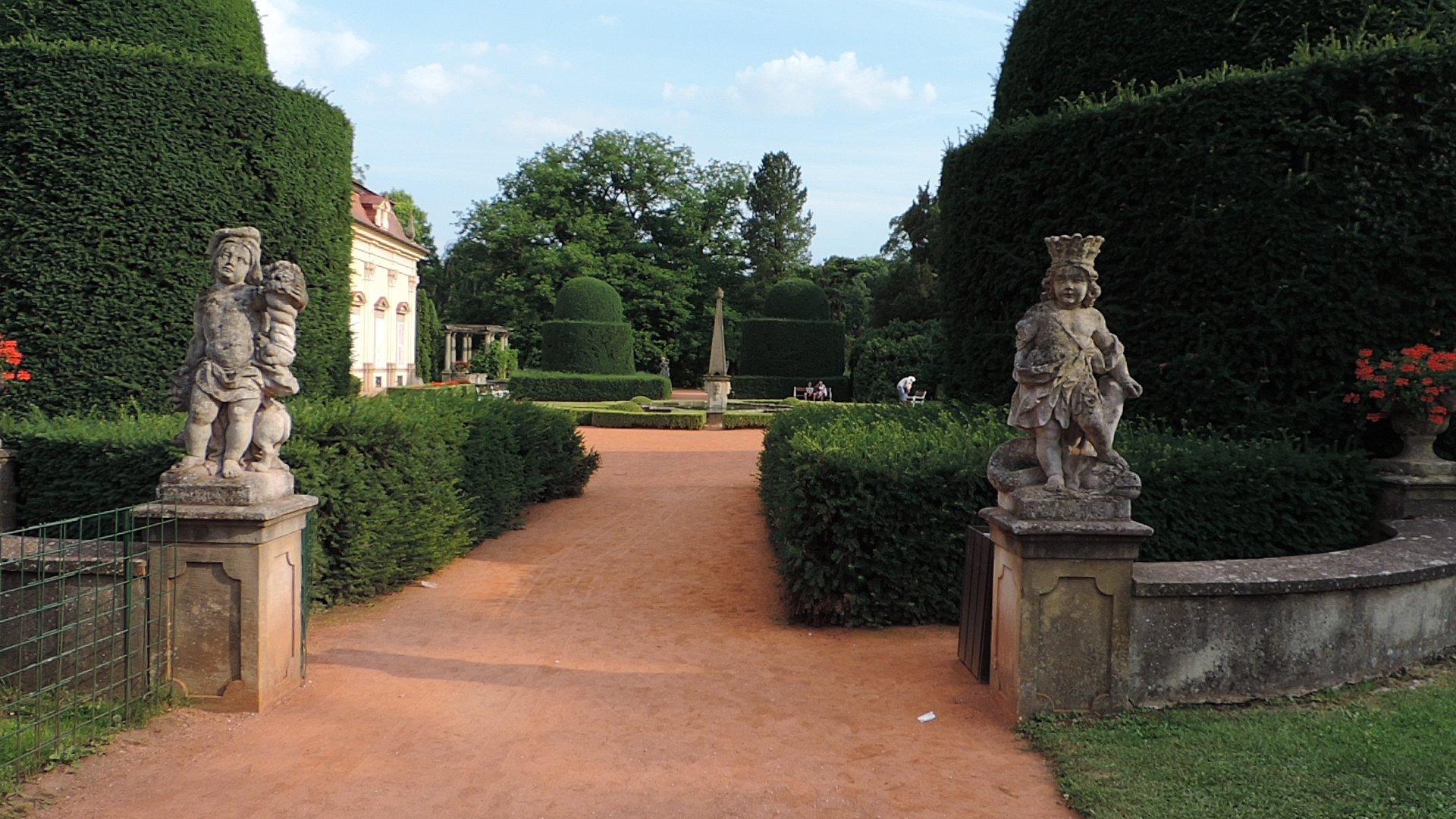
Un particolare del giardino.
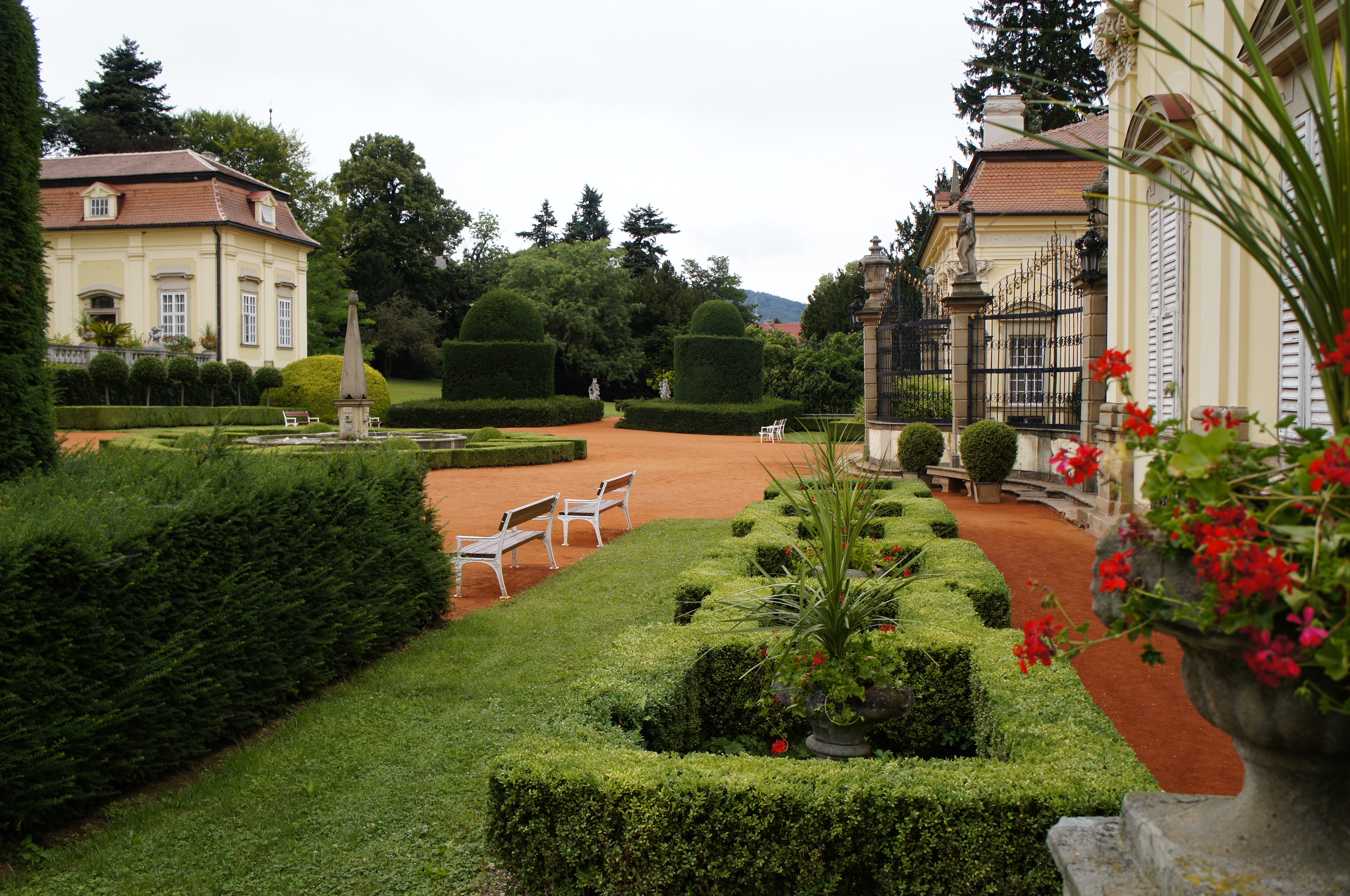
L'area tra i due edifici.